# Kjetil Aleksander Lie

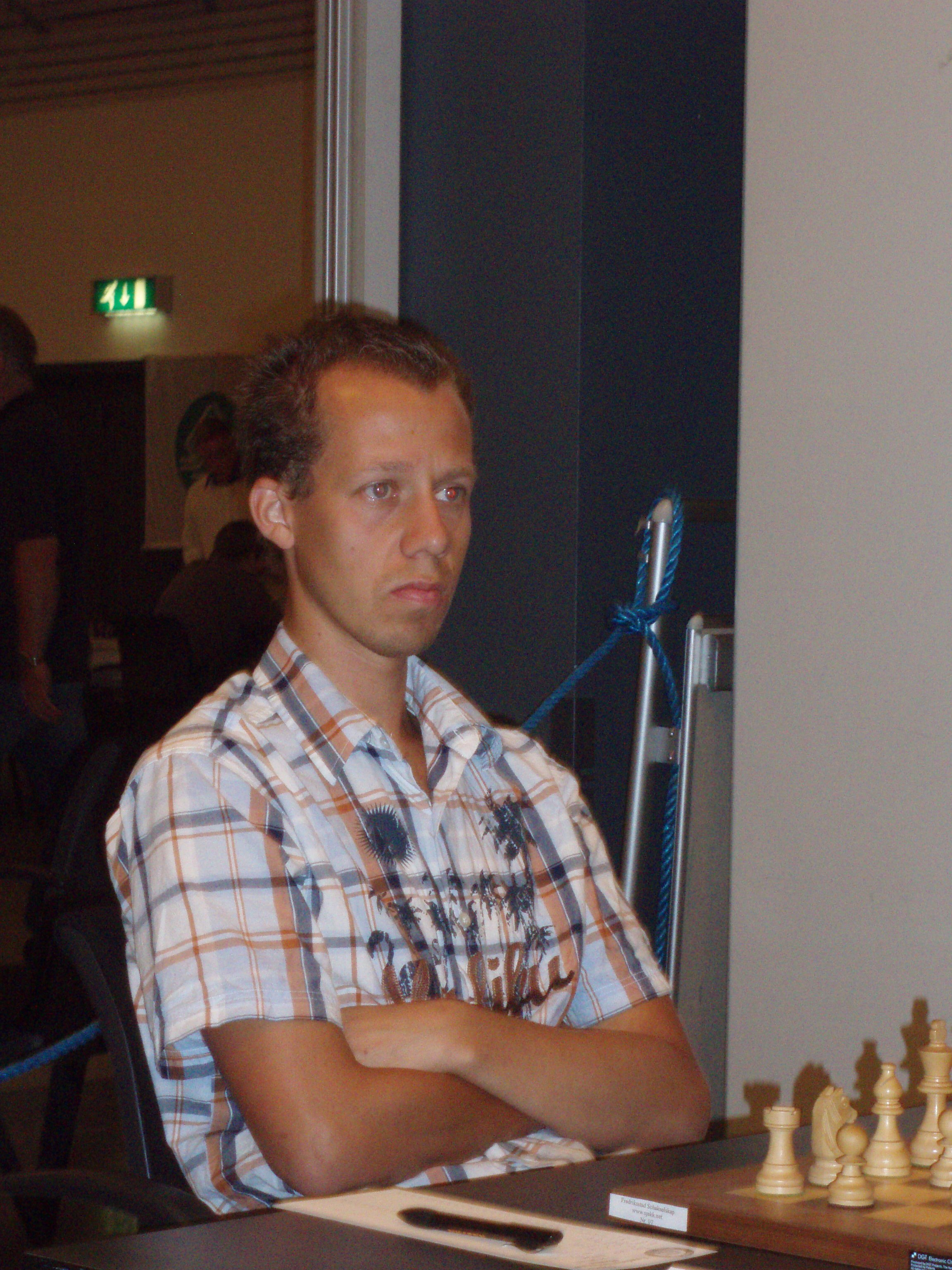
Kjetil Aleksander Lie

Kjetil Aleksander Lie, född 18 november 1980, är en norsk schackspelare. Han blev 2005 Norges åttonde stormästare i schack. Han är storebror till schackspelaren Espen Lie.
Lie började spela schack i skolan när han var åtta år gammal. Han blev norgemästare för kadetter (14-15 år) 1994. 2002 tilldelades Lie titeln internationell mästare, och i februari 2005 blev han stormästare.